# Seznam panovníků Sia
Vládcové Sia stáli v čele legendárního státu Sia, podle tradičního čínského podání existujícícho od 23. do 18. století př. n. l. Předcházelo mu panování mytických Tří vznešených a pěti vládců, následoval stát Šang. Rozkládal se v severočínské nížině.
Prvním panovníkem dynastie Sia byl legendární Jü Velký, v čínské mytologii slavný úspěšným bojem proti velkým potopám, kterého si proto vládce Šun vybral za svého nástupce. Po Jüovi nastoupil jeho syn Čchi, čímž bylo zavedeno dědičné nástupnictví. Posledním panovníkem státu Sia byl nehodný Ťie, svržený prvním šangským panovníkem Tchangem.
Panovníci Sia sídlili v různých místech severu Číny, podle tradičního, nicméně sporného, podání v Jang-čchengu (陽城) neboli Ťi (冀, moderní Teng-feng v Che-nanu), Čen-sinu (斟鄩, Kung-sien v Che-nanu), An-i (安邑) neboli Sia-i (夏邑 , Sia-sien v Šan-si), Pching-jangu (平陽, Lin-fen v Šan-si), Ťin-jangu (晉陽, Tchaj-jüan v Šan-si), Šang-čchiou (商丘) neboli Ti-čchiou (帝丘, Pchu-jang v Che-nanu), Jüanu (原, Ťi-jüan v Che-nanu), Lao-čchiou (老丘, Kchaj-feng v Che-nanu v Che-nanu) a Si-che (西河, Tchang-jin v Che-nanu).

## Seznam panovníků
Jako délka a období vlády jsou uvedena tradiční data pocházející od Liou Sina (cca 50 př. n. l. – 23 n. l.). Podle chronologie založené na Bambusových análech vládli v letech 1989–1558 př. n. l., podle předběžných výsledků Chronologického projektu Sia-Šang-Čou z roku 2000 panovali v letech 2070–1600 př. n. l.
| Pořadí | Jméno                 | Jméno        | Jméno      | Délka vlády (v letech) | Období vlády (př. n. l.) | Poznámky                                   |
| Pořadí | český přepis čínštiny | čínské znaky | pchin-jin  | Délka vlády (v letech) | Období vlády (př. n. l.) | Poznámky                                   |
| ------ | --------------------- | ------------ | ---------- | ---------------------- | ------------------------ | ------------------------------------------ |
| 1      | Jü                    | 禹           | Yǔ         | 45                     | 2207–2198                | též Jü Velký (大禹; Dà Yǔ)                 |
| 2      | Čchi                  | 啟           | Qǐ         | 10                     | 2197–2189                | syn předešlého                             |
| 3      | Tchaj Kchang          | 太康         | Taī Kang   | 4                      | 2188–2160                | syn předešlého                             |
| 4      | Čung Kchang           | 仲康         | Zhòng Kāng | 7                      | 2159–2147                | mladší bratr předešlého                    |
| 5      | Siang                 | 相           | Xiāng      | 28                     | 2146–2119                | syn předešlého                             |
| –      | Chan Čuo              | 寒           | Hán Zhuó   |                        | 2128–2080                |                                            |
| 6      | Šao Kchang            | 少康         | Shào Kāng  | 21                     | 2079–2058                | syn Sianga                                 |
| 7      | Ču                    | 杼           | Zhù        | 17                     | 2057–2041                | syn předešlého                             |
| 8      | Chuaj                 | 槐           | Huái       | 26                     | 2040–2015                | syn předešlého                             |
| 9      | Mang                  | 芒           | Máng       | 18                     | 2014–1997                | syn předešlého                             |
| 10     | Sie                   | 泄           | Xiè        | 16                     | 1996–1981                | syn předešlého                             |
| 11     | Pu Ťiang              | 不降         | Bù Jiàng   | 59                     | 1980–1922                | syn předešlého                             |
| 12     | Ťiung                 | 扃           | Jiōng      | 21                     | 1921–1901                | mladší bratr předešlého                    |
| 13     | Ťin                   | 廑           | Jǐn        | 21                     | 1900–1880                | syn předešlého                             |
| 14     | Kchung Ťia            | 孔甲         | Kǒng Jiǎ   | 31                     | 1879–1849                | syn Pu Ťianga                              |
| 15     | Kao                   | 皋           | Gāo        | 11                     | 1848–1838                | syn předešlého                             |
| 16     | Fa                    | 發           | Fā         | 11                     | 1837–1819                | syn předešlého                             |
| 17     | Ťie                   | 桀           | Jié        | 52                     | 1818–1766                | též Lü Kuej (履癸, Lǚ Guǐ); syn předešlého |